# اوریا فارست
اوریا فارست (Uriah Forrest)‏ (۱۷۵۶–۶ ژوئیه ۱۸۰۵ میلادی)، از دولتمردان و رهبران نظامی آمریکایی اهل مریلند بود. فارست در شهرستان سنت ماری در استان مریلند نزدیک لئوناردتاون بدنیا آمد. در اوان کودکیش تنها تحصیلات محدودی در مدرسه دریافت نمود. در خانواده‌ای که او متولد شد سه برادر دیگر داشت و از نسل مستقیم شخصی بود که در ۱۶۰۸ میلادی به جیمزتاون ویرجینیا آمد.

## جنگ انقلابی
او در نقش‌های مختلفی در خط مریلند خدمت نمود. از ۱۴ ژانویه ۱۷۷۶ میلادی تا ژوئیه ۱۷۷۶ میلادی به عنوان ستوان یکم در دسته مستقل مریلند متعلق به جان گانبی خدمت نمود. وقتی این دوره اتمام یافت، در گردان سوم اردوی فلایینگ مریلند کاپیتان شد، اودر این موقعیت تا دسامبر ۱۷۷۶ میلادی بود، زمانی که به سرگردی ارتقاء یافت و به سومین هنگ مریلند منتقل شد. او در پی تغییر موقعیت‌های نظامی در نبرد لانگ آیلند نجنگید. برعکس، هنگ اول مریلند که تحت فرماندهی ویلیام اسمالوود («گردان اسمالوود») قرار داشت و سایر واحدهای نظامی که تحت فرماندهی ژنرال جورج واشینگتن قرار داشتند در نبرد شرکت کردند. واحد او تا آوریل ۱۷۷۷ میلادی مجدداً تغییر کرد، هنگامی که به سرهنگ دومی ارتقاء پیدا کرده و در «گردان اسمالوود» تا اوت ۱۷۷۹ میلادی خدمت نمود. او در نبرد جرمن‌تاون زخمی شد و در آن یکی از اندام خود را از دست داد.
در اوت ۱۷۷۹ میلادی، او واحد اسمالوود را ترک گفته و به عنوان سرهنگ دوم به عنوان بخشی از هنگ هفتم مریلند خدمت نمود. او این موقعیت را تا ۲۳ فوریه ۱۷۸۱ میلادی حفظ کرده و سپس استعفا نمود.
او طی خدمت نظامیش جهت دفاع از جزیره سنت جورج در شهرستان سنت ماری در ژوئیه ۱۷۷۶ میلادی و در سایر نبردهای عمده در طول جنگ، همچون نبرد براندی‌وین جنگید. او در هنگ‌های مختلف قبل از استعفا به عنوان حسابرس کل در ارتش قاره‌ای طی ۱۹ فوریه ۱۷۸۱ میلادی خدمت نمود.

## سیاست‌های ایالتی
در ۱۷۸۰ میلادی، لایحه‌ای در هر دو خانه نمایندگان و سنای مجمع کل مریلند گذرانده شد که مرتبط با حراج اموال وفادارماندگان در ایالت بود. فارست یکی از سه مأمور عالی‌رتبه‌ای ای بود که چنین اموالی را حراج می‌کرد، سایر این مأموران ویلیام پاکا و کلمنت هالیدی بودند. او در فوریه ۱۷۸۱ میلادی برای آن منصب صلاحیت یافت و در ژوئیه نیز استعفا داد.
بعد از جنگ او از شهرستان سنت ماری به لندن سفر کرد و در آنجا تا ۱۷۸۶ میلادی اقامت گزید و سپس به جورج‌تاون بازگشت. او در ۱۷۸۳ میلادی به مریلند بازگشت تا تجارت صادرات در جورج‌تاون را برقرار سازد. درن تجارت شرکای او بنجامین استودرت و جان مورداک بودند و سپس به لندن بازگشت. او «شریک مقیم فارست، استادرت و مورداک» بود.
در ۱۸۷۴ میلادی، فارست به عنوان عضو اصلی «جامعه سینسیناتی» در ایالت مریلند پذیرفته شد. هنگامی که از بنیان آن اطلاع یافت گفت:
من نمی‌توانم احساساتم را در رابطه با قرائت اساسنامه جامعه سینسیناتی که برای اولین بار امروز صورت پذیرفت بیان کنم… گرچه که در میان شما که با ۳۰۰۰ مایل اقیانوس از هم جدا شده‌اید و برده تجارت هستید، کسی نیست که احساس علاقه بیشتری نسبت به من برای آن تعداد شجاعانی که تا آخرین لحظات دوام آوردند داشته باشد.
فارست در دوره‌های مختلفی در خانه نمایندگان مریلند انتخاب شد و خدمت کرد: ۱۷۸۱ تا ۱۷۸۳ میلادی، ۱۷۸۶ تا ۱۷۸۷ و ۱۷۸۷ تا ۱۷۹۰ میلادی. همچنین عضوی از سنای مریلند از ۱۷۹۶ تا ۱۸۰۰ و قاضی دادگاه ایالتی از ۱۷۹۹ تا ۱۸۰۰ میلادی بود.
او در اکثر دهه ۱۷۸۰ میلادی نماینده شهرستان سنت مری و سپس نماینده شهرستان مونتگومری در آنجا بود. در سنای مریلند نیز از سواحل غربی مریلند نمایندگی نمود.
همچنین او به عنوان مراقبت کنندهٔ اموال و پول‌های منطقه کلیسایی سنت اندروز در شهرستان سنت مری (۱۷۸۲–۱۷۸۳ میلادی) و دادگستر در شهرستان مونتگومری (۱۷۹۹–۱۸۰۰) بود. او صاحب پنج برده سیاه در ۱۷۹۰ بود که تا ۱۸۰۱ میلادی به نه برده افزایش یافت. در ۱۸۰۰ میلادی به دلیل خدمات نظامیش، حکم زمینی به او تعلق گرفت. با این حال هیچ‌گاه آن زمین را اشغال نکرد و خالی ماند.

## سیاست فدرال
فارست در سیاست با نمایندگی مریلند در کنگره قاره‌ای در ۱۷۸۷ میلادی نیز فعال بود. توماس جفرسون بعداً طی نامه‌ای از پاریس در ۳۱ دسامبر به او گفت که تنظیم‌کنندگان اساسنامه را تأیید می‌کند، اما دغدغه‌هایی نیز در رابطه با کشت «بذرهای خطر» داشت، چرا که فکر می‌کرد حکام بعد از او «به اندازه آنها صادق» خواهند بود.
فارست بعداً همان سال سناتور ایالات متحده شد. تمام افرادی که نامزد شدند همچون او بعداً فدرالیست شدند. او از چارلز کارول در دومین و سومین رأی شماری با فاصله تعداد معدودی رأی باخت.
در ۱۷۹۲ میلادی برای خانه نمایندگان ایالات متحده در حوزه سوم مریلند به عنوان «کاندیدای طرفدار مدیریت» شرکت کرد. این فدرافیست در مقابل ویلیام دورسی ضد فدرال با اختلاف ۶۶۹ میلادی برنده شد. اکثر آرای او از افراد شهرستان مونتگومری مریلند می‌آمد که تقریباً صد تا بیش از شهرستان فردریک مریلند بود، شهرستان‌هایی که بخش‌هایی از ناحیه سوم را تشکیل می‌دادند. او از مارس ۱۷۹۳ تا نوامبر ۱۷۹۴ میلادی به عنوان نماینده خدمت کرده و سپس استعفا داد. طی دوران خود در این صمت، ۷۹٫۶ درصد از آرای حضور و غیابی را از دست داد که «بسیار بدتر از میانه ۱۳ درصدی سوابق ثبت شده کل دوران نمایندگانی است که در ژوئن ۱۷۹۴ میلادی خدمت می‌کنند».
او با باقیماندن به عنوان «دوست و میزبان جورج واشینگتن،» نقش خویش را در حزب فدرالیست و سیاست ملی مستحکم ساخت. با این حال هنوز هم توماس جفرسون که بعداً دموکرات-جمهوری‌خواه شد را برای شامی در ۱۷۹۰ میلادی در سفرش برای دیدن «آبشارهای کوچک رودخانه پوتوماک» میزبانی کرد.
فارست در ۱۷۹۵ میلادی به عنوان یک تیمسار سرتیپ از تیپ چهارم شبه‌نظامیان مریلند مأموریت یافت و از ۱۷۹۵ تا ۱۸۰۱ میلادی نیز سرلشکر بخش اول شبه‌نظامیان مریلند شد. این مسئله مانع از عدم درگیریش در سیاست ملی شد. در دسامبر ۱۷۹۷ میلادی به جیمز مک‌هنری مکاتبه کرد و موفقیت‌هایش را در منتخب کردن جیمز لوید برای سنای ایالات متحده خاطرنشان ساخت، عملی که خلأ ناشی از استعفای جان هنری را پر کرد.

## درگیری در تأسیس واشینگتن DC
او در ۱۳ اکتبر ۱۷۹۰ میلادی، یکی از «مالکین اصلی» زمینی بود که برای شهر واشینگتن گرفته شده بود. از آنجا که جورج‌تاون یک بندرگاه بود، پیشنهاد تاجران جورج‌تاون پیشرو پذیرفته شد که می‌گفتند: «شهر فدرال پیشنهاد شده بر زمین مقابل جورج‌تاون در طرف مقابل راک کریک باشد». فارست سندی را امضا کرد که می‌گفت:
ما امضاء کنندگان در اینجا توافق داریم بر … فروش و واگذاری اسناد رسمی کافی که در هر صورت باید تحت هدایت ژنرال واشینگتن یا هر فرد دیگری که تحت نظر او کنش می‌کند قرار گیرد و بر این اساس اوست که باید تعیین کند که این اسناد منطقی و دقیق هستند یا خیر و در رابطه با زمین‌هایی که ما در حومه جورج‌تاون تحت تملک داریم، برای استفاده در «شهر فدرال»، با این فرض که در حومه مذکور به یک میزان باید تأمین شود، تصمیم‌گیری نماید.
همان‌طور که باب آرنبک نوشته‌است، فارست از مالکین بزرگ زمین شد که به خریداری زمین در منطقه می‌پرداخت و به دلال دیگر، جیمز گرینلیف و در نهایت به دولت می‌فروخت. تمامی دلالان شامل بنجامین استادرت، رابرت موریس و جان نیکولسون از آن توافقنامه سلامت بیرون آمدند و با فارست علیه سایر صاحبان زمین توطئه می‌چیدند. در نهایت ۱۵ صاحب زمین با واشینگتن در رابطه با «دادن زمین به دولت برای ایجاد پایتخت جدید فدرال، یعنی واشینگتن» مذاکره کرده و در ۱۷۹۲ میلادی، فارست و جیمز ویلیام زمینی را خریدند که نشنال مال از ایالت مریلند شده و سپس آن را به دولت فدرال فروختند.
بعداً در ۱۷۹۱ میلادی، فارست به عنوان شهردار شهرک جورج که اکنون به جورج‌تاون شناخته می‌شود خدمت کرد، هنگامی که جورج واشینگتن با صاحبان زمین در خانه‌اش ملاقات کرد تا در رابطه با خرید زمین مورد نیاز جهت ساخت پایتخت جدید مذاکره کند. این ملاقات در ۲۹ مارس توسط صاحبان زمین جورج‌تاون، کارلسبرگ همچون واشینگتن برگزار شد که در آن موافقت کردند تا «نصف زمین‌هایشان در ناحیه فدرال ده مایل مربعی که به تازگی طراحی شده بود فروخته و از این رو پایتخت جدیدی را برای ایالات متحده آمریکا ایجاد نموده» و پیر لوفان هم بعدها نقشه شهر واشینگتن را ترتیب نمود.
نینیان بیل در ۱۷۹۶ میلادی، «سراشیبی که مشرف بر پایتخت جدید بود را به پیتر کازاناو فروخت»، سپس کازاناو را طی دو ماه به اوریا فارست فروخت «که آن را سال بعد به ایزاک پولوک فروخت». فرد اخیر نیز سپس «آن را به ساموئل جکسونی که برش زیادی داشت معامله کرد» و سپس جوزف نورس که ثبت‌کننده در خزانه‌داری ایالات متحده بود، تحت شش اداره ریاست جمهوری «آن مسکن معمولی را به عنوان یکی از دو جناح متقارن عمارت پالادین فدرال تغییر کاربری داد و آن را بلوو (Bellevue) نامید». همچنین فارست در ایجاد «شرکت پل جرج‌تاون، بانک کلمبیا و شرکت بیمه متقابل جورج‌تاون» نقش کلیدی داشت.

## زندگی شخصی
در ۱۱ اکتبر ۱۷۸۹ میلادی در سن ۴۳ سالگی، فارست با ربکای زمین‌دار که از یک خانواده ثروتمند بود ازدواج کرد. خانواده ربکا عمیقاً درگیر سیاست ایالت بود و خود ربکا در کشتزار ساترلی بدنیا آمد. آنها هفت فرزند داشتند.

## اواخر زندگی
در ۱۷۹۰ میلادی، خانواده فارست کنار بنجامین استودرت، از دوستان فارست زندگی می‌کردند که شریک تجاری او و اهل مریلندر جنوبی بود. فارست در ۱۷۹۴ میلادی، فارست خانه‌ای نزدیک واشینگتن DC ساخت که به آن روزدیل می‌گفت. این خانه شباهت نزدیکی به سبک معماری ماونت ورمون داشت که توسط ساختمان‌های سنگی که در دهه ۱۷۴۰ میلادی ساخته‌شده بودند احاطه شده بود.
این خانه که قاب بزرگی داشت در چهارک شمالغربی واشینگتن DC واقع شده بود. در سال‌های بعد این خانه را «قدیمی‌ترین خانه‌های واشینگتن» در نظر می‌گرفتند. این خانه برای خانواده و خصوصاً ربکا و فرزندانشان آرامش‌بخش بوده و «از زندگی شهری بسیار شلوغ جورج‌تاون» و «جنگ قریب‌الوقوع» نجات می‌داد. طی آن سالیان، این خانه و زمین‌هایش به عنوان «مرکز بحث‌های سیاسی و تفریحات اجتماعی» عمل کرده به طوری که «جشن شام بزرگی برای رئیس‌جمهور آدامز» در ۱۸۰۰ میلادی در آنجا میزبانی شد. در مجموع، فارست چندین نامه به واشینگتن، جفرسون، آدامز، بنجامین فرانکلین و الکساندر هملیتون بین سال‌های ۱۷۸۰ و ۱۸۰۴ میلادی تبادل نمود.
فارست در ۱۷۹۶ میلادی «روزدیل» را به رهن گذاشت تا وام‌هایی برای ایالت مریلند بدست آورده و اقتصاد ناحیه را تقویتت کند، اما در ۱۸۰۲ میلادی دچار ورشکستگی شد و چنین شد که باجناقش فیلیپ بارتون کی رهن را پذیرفت. سپس «کی» استفاده مادام العمری فارست از املاک را تأیید نمود. همچنین فارست اواخر عمرش در یک موقعیت دولتی محلی خدمت نمود. از ۱۸۰۰ تا زمان مرگش در ۱۸۰۵ میلادی به عنوان متصدی دفتری دادگاه مداری ناحیه کلمبیا خدمت نمود.
فارست در ۶ ژوئیه ۱۸۰۵ میلادی در سالن پذیرایی خانه کشاورزی روزدیل فوت کرد و در زمین خاکسپاری پرسبیترین در واشینگتن DC به خاک سپرده شد. بقایای او بعدها نبش قبر شده و مجدد در قبرستان تپه لوت به خاک سپرده شد.
فارست در زمان مرگش آنگونه که توسط بایگانی‌گر اکنون بازنشسته شدهٔ «بایگانی‌های ایالت مریلند»، ادوارد سی. پاپنفیوز خاطرنشان گشته، صاحب حدود «۱۶۸۰ جریب فرنگی در شهرستان‌های آلگانی، سنت ماری و مونتگومری و ناحیه کلمبیا به علاوه حدود ۱۵۰ تا در ناحیه کلمبیا» بوده‌است.

## میراث
پس از مرگش، ملک او «دچار بلای بدهی شده بود» و تقریباً به «بدهی‌ها و مرافعات» باخت، اما برای سال‌های مدیدی در خانواده باقی ماند.
قبل از مرگش در ۵ سپتامبر ۱۸۴۳ میلادی در «روزندیل»، ربکا برای مستمری بیوگان از طریق دولت فدرال برای خدمات نظامی شوهرش تشکیل پرونده داد. در تشکیل پرونده او در سپتامبر ۱۸۳۸ میلادی به عنوان مقیم جورج‌تاون توصیف شد که با فارست در ۱۷۸۹ میلادی ازدواج کرد و گفته شده که فارست در نبرد برندی‌واین جنگیده‌است. جدا از پول مستمری که به ربکا به میزان ۶ هزار دلار در سال اختصاص یافت، نسل او در سال‌های متمادی پس از آن به دنبال همان رویه بوده و می‌خواستند از حرفه نظامی فارست آگاهی بیشتری پیدا کنند. اسناد مستمری ربکا بعدها مبدل شد به «اسناد ربکا فارست (بیوه اوریا فارست)، ۱۸۳۸–۱۸۴۳» که در جامعه تاریخی واشینگتن DC نگهداری می‌شود.
اوایل قرن ۱۹ میلادی، خانه او شرف بر رودخانه پوتوماک بود که فارست از حدود ۱۷۹۰ تا ۱۷۹۴ میلادی زیست و سپس به خانه ویلیام ماربری تبدیل شد که به دلیل پرونده دادگاه عالی او با عنوان «ماربری در مقابل مدیسون» شناخته می‌شود. این خانه در دسامبر ۱۹۹۲ میلادی مبدل به سفارت اوکراین در واشینگتن DC شد.
بعدها، نوه دختری او به نام آلیس گرین نیز در روزندیل زندگی کرد. او با «دان آنجل ماریا دو ایتوربید ایی هوارت» ازدواج کرد که «شاهزاده امپراطوری مکزیک و دانشجوی دانشگاه جورج‌تاون بوده» و پسری به نام دان آگوستین، شاهزاده ایتوربید داشت که از نسل امپراطوری ماکسیمیلیان اول اهل مکزیک و شاهزاده امپراطوری اول و دوم مکزیک بود که فارست پدر پدربزرگش بود. ملک او بعدها مبدل به مرکز منابع طبیعی روزندیل شد.
اخیراً طرفداران حق آرای ناحیه کلمبیا، به نمایندگی فارست از مریلند در خانه نمایندگان ایالات متحده ارجاع داده‌اند، چرا که او در مرزهای واشینگتن DC زندگی کرده‌است.
سی.ام. مایو در ۲۰۱۰ میلادی رومان تاریخی-تخیلی نوشت با عنوان «آخرین شاهزاده امپراطوری مکزیک» که براساس «داستان واقعی کودک نوپای نیم-آمریکایی آگوستین دو ایتوربید ایی گرین نوشته شده بود که نوه نوه پسری فرماندار اسبق مریلند، جورج پلتر و نوه پسری قهرمان جنگ انقلابی ژنرال اوریا فارست بود».